# Habronyx majorocellus
Habronyx majorocellus là một loài tò vò trong họ Ichneumonidae.